# 聖拉斐爾 (查拉特南戈省)
聖拉斐爾（西班牙語：San Rafael），是薩爾瓦多的城鎮，位於該國西北部，由查拉特南戈省負責管轄，面積23.72平方公里，海拔高度358米，2007年人口4,264，人口密度每平方公里179.76人。
14°8′N 89°2′W / 14.133°N 89.033°W